# Lockeia

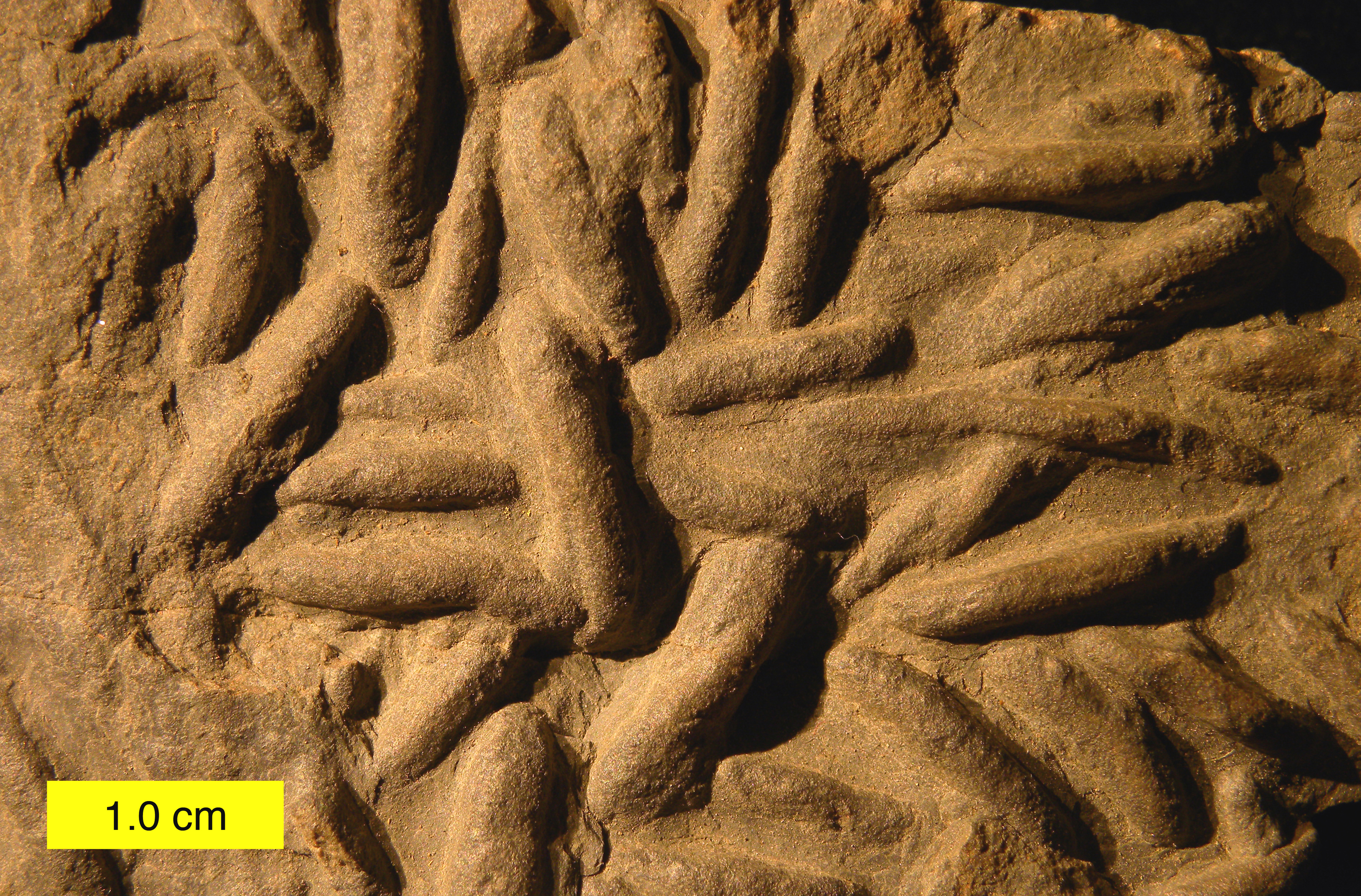
Lockeia en rocas del Devónico de Ohio.

Lockeia (James, 1879) es un paragénero de icnofósiles que se forman como resultado de la actividad de bivalvos. Sus restos aparecen como relieves positivos y su tamaño y forma es parecido al de las almendras. Su registro fósil abarca desde el Ordovícico hasta la actualidad; se han documentado restos parecidos en el Ediacárico, pero no existe un consenso claro sobre si pueden incluirse en el género Lockeia. El icnogénero Pelecypodichnus, empleado por algunos autores, se considera un sinónimo.